# Mem (ort)
För andra betydelser, se Mem (olika betydelser).
Mem är en ort i Tåby socken, Norrköpings kommun. Orten ligger runt Mems slott, längst in i Slätbaken, där Göta kanal möter Östersjön.
Mem var förr en lastageplats med kanalstation, sluss, hamn, tullkammare, lots- och poststation samt telegramexpedition. Från 1995 till 2023 hade SCB avgränsat en småort i området som ligger närmast gästhamnen och slussarna.

## Galleri

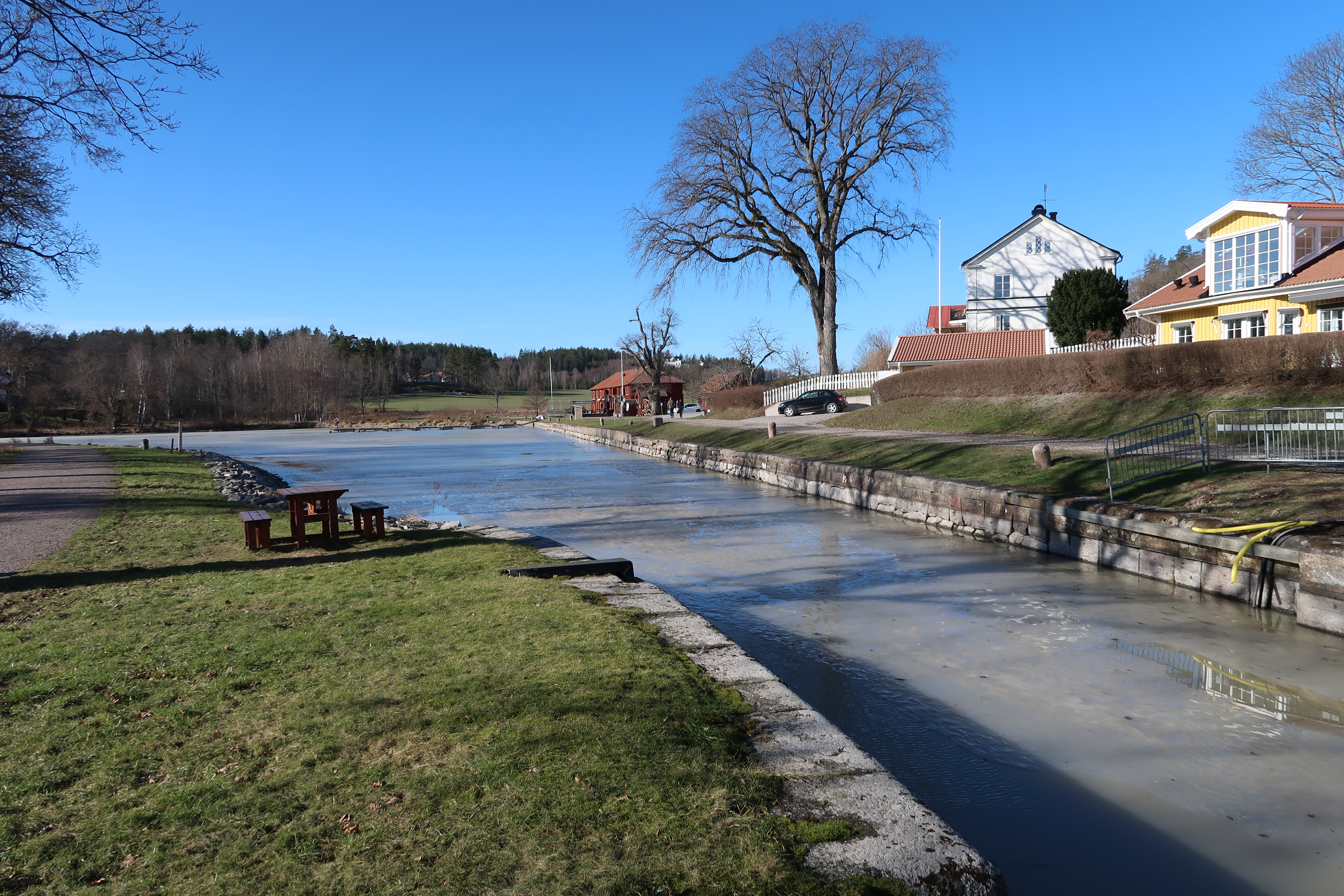
Göta kanal vid Mem
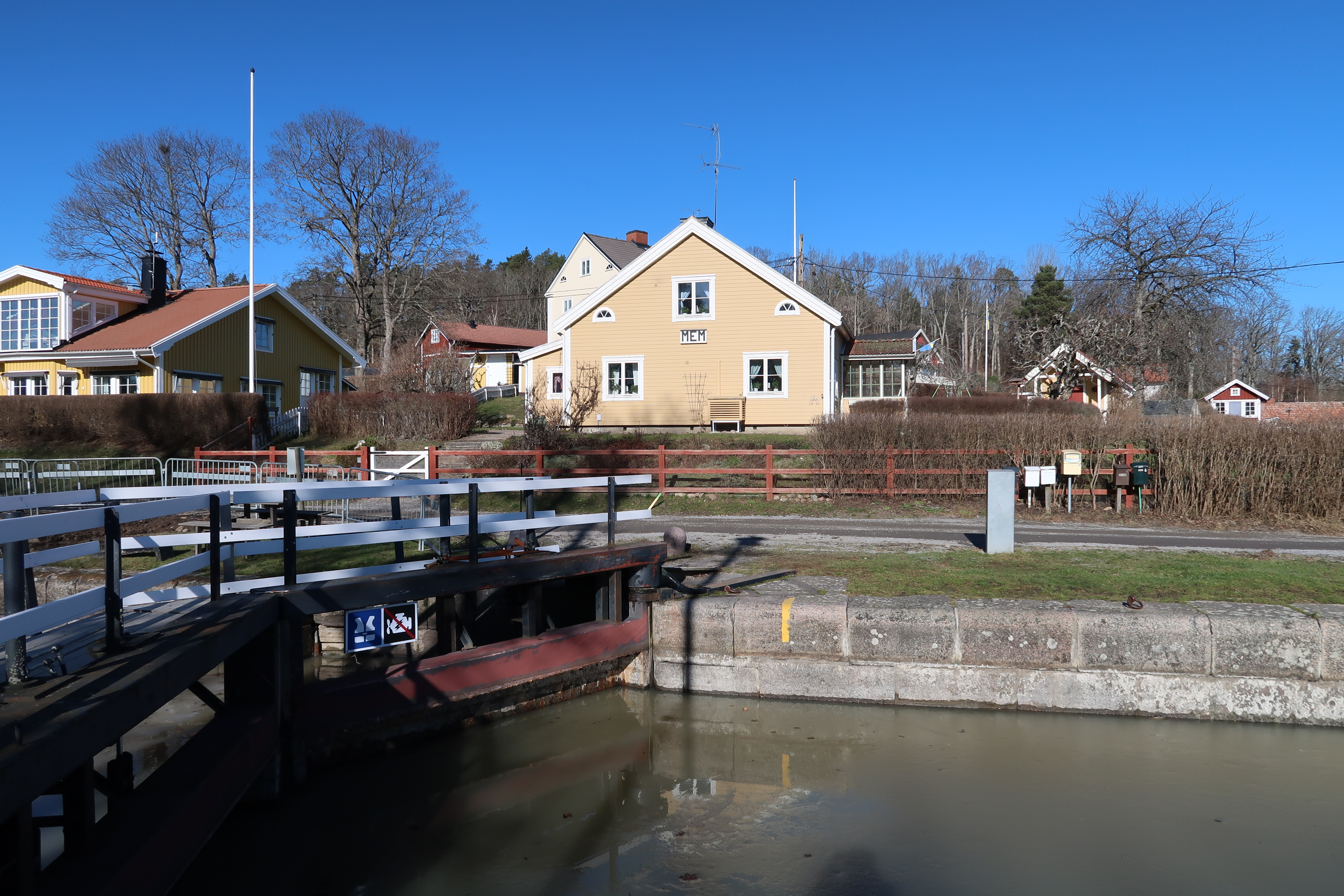
Mems sluss
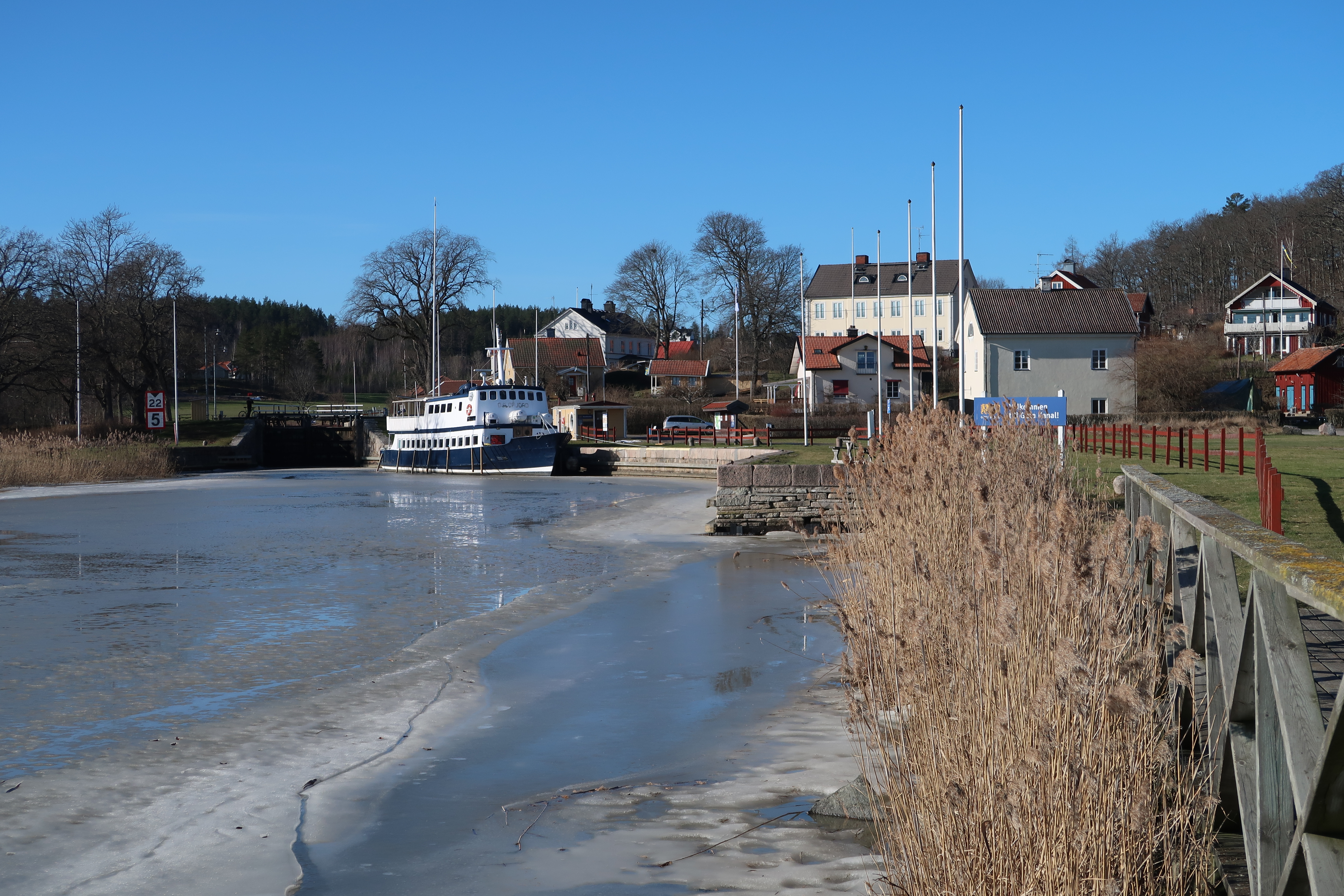
Nedanför slussen